# Enes Freedom
Enes Freedom, nato Enes Kanter (Zurigo, 20 maggio 1992), è un ex cestista statunitense, già apolide e turco, professionista in NBA, attualmente free agent.

## Biografia
Di religione musulmana, Kanter è nato a Zurigo, in Svizzera, da genitori turchi che sono poi tornati in Turchia, dove è cresciuto. È vegetariano e sostiene pubblicamente il vegetarianesimo e le campagne degli animalisti.

### L'opposizione a Erdoğan
Sin dal suo arrivo negli Stati Uniti non ha fatto mancare il suo appoggio a Fethullah Gülen e al suo movimento politico opponendosi così al presidente della Turchia Recep Tayyip Erdoğan. Dopo il fallito golpe militare del 2016 in Turchia ha pubblicamente criticato il presidente. È stato minacciato di morte via web a seguito di queste sue dichiarazioni tanto che ha dovuto cancellare il proprio account Twitter. Queste sue dichiarazioni gli sono costate anche il disconoscimento da parte della sua famiglia. Dopo questo avvenimento ha dichiarato che avrebbe cambiato il proprio cognome in Gülen.
Kanter nella stagione 2016-2017 non ha fatto mancare i propri attacchi a Erdoğan, tanto che a fine stagione (il 20 maggio 2017, giorno del suo 25º compleanno) è stato fermato in Romania dopo che alla frontiera non aveva passato i controlli perché i suoi documenti erano stati invalidati dallo stato turco. Kanter si trovava lì per promuovere le iniziative della sua associazione che assiste i bambini poveri nel mondo. Alla fine è stato lasciato andare partendo con un volo verso Londra per poi andare a New York, dov'è venuto a prenderlo il compagno di squadra a Oklahoma Nick Collison.
Il 27 maggio 2017 è stato accusato dalle autorità turche di fare parte di un gruppo terroristico. Kanter è diventato apolide visto che la cittadinanza gli è stata revocata dalla Turchia. Nel corso di una conferenza stampa ha definito il presidente della Turchia Erdoğan, "l’Hitler del nostro secolo". Per questa ragione, il 20 dicembre 2017, la procura della Repubblica turca ha chiesto il rinvio a giudizio chiedendo la condanna a 4 anni di reclusione. Il 19 giugno 2018 suo padre è stato condannato a 15 anni di carcere. Il 24 novembre 2018 ha accusato la Nike di non dargli un contratto perché "Ha paura del regime di Erdoğan". Il 5 gennaio 2019 ha annunciato che non avrebbe partecipato ai Global Games di Londra del 2019 per paura di essere arrestato o ucciso da spie di Erdoğan.
Secondo l'agenzia di stampa turca Anadolu, le autorità della Turchia nel gennaio 2019 avrebbero richiesto la sua estradizione ed inoltrato una richiesta all'Interpol di localizzazione ed arresto. Pochi giorni dopo ha avuto una lite via web con l'ex cestista turco Hidayet Türkoğlu, che ha detto in un tweet che Kanter ha paura ad andare in Inghilterra in quanto non ha un passaporto e le sue dichiarazioni minano i rapporti tra Londra e Istanbul; Kanter ha risposto al tweet mostrando una foto del passaporto statunitense che possiede e definendo Türkoğlu il "cagnolino di Erdoğan".
Nel marzo 2019 non è andato a giocare a Toronto per paura di essere arrestato. A raccontare la sua storia da oppositore è stato realizzato da ESPN un documentario intitolato Enemy of The State. Queste azioni non sono passate inosservate, tanto che le gare delle finali della Western Conference contro i Golden State Warriors non sono state trasmesse dalle televisioni turche. Il 12 ottobre 2019 ha attaccato nuovamente Erdoğan per via dell'offensiva militare turca in Siria. Il 19 giugno 2020, dopo 7 anni di prigionia, viene rilasciato suo padre.
Il 29 novembre 2021 ha ricevuto il passaporto statunitense, diventando a tutti gli effetti un cittadino americano.

## Caratteristiche tecniche
Enes Kanter Freedom è un centro molto portato all'attacco, ottimo al rimbalzo offensivo e nei movimenti in post. Ha molte difficoltà in difesa, dove viene spesso puntato dagli avversari per via della sua debolezza in particolare nei cambi.

## Carriera

### Inizi
Dopo aver disputato 1 stagione nelle file del Fenerbahçe Ülker, ha militato per 1 anno all'High School negli Stati Uniti. Non è poi andato al college nonostante avesse firmato un contratto con Kentucky nel 2010.

### NBA

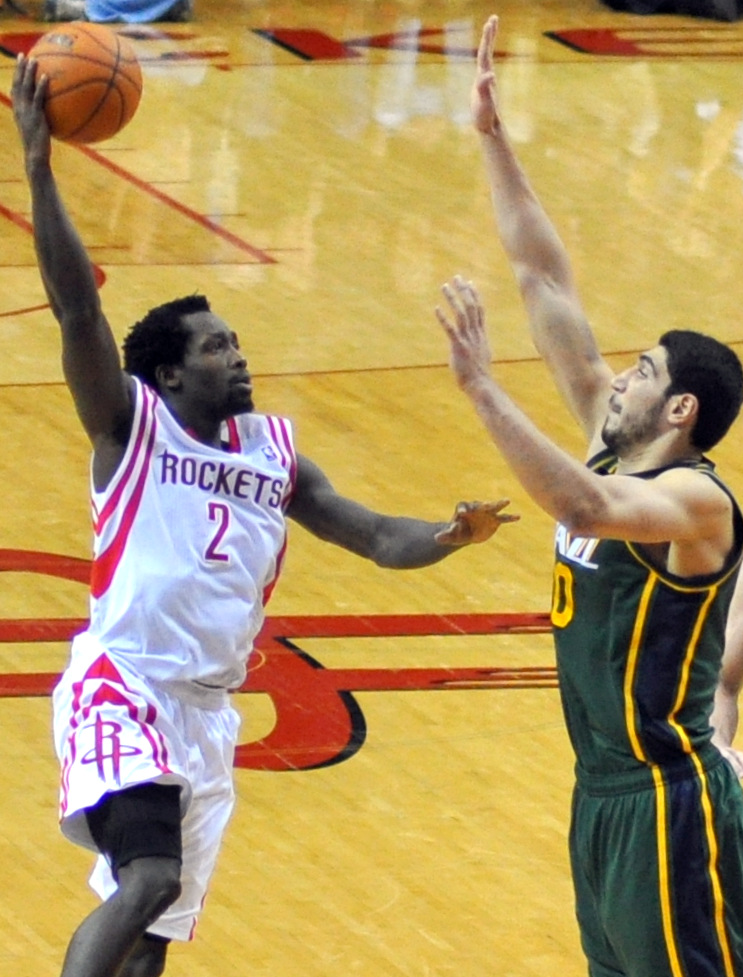
Kanter a Utah mentre tenta di stoppare Patrick Beverley

#### Utah Jazz (2011-2015)
Si è candidato al Draft NBA 2011 dov'è stato selezionato come terza scelta assoluta dagli Utah Jazz. Ha firmato il suo primo contratto da professionista con i Jazz il 9 dicembre 2011 (così tardi a causa del lockout del 2011).
A Utah è stato riserva nelle prime due stagioni, iniziando a giocare più spesso nel quintetto base solo dalla terza, in cui comunque ha giocato 37 partite da titolare su 80 complessivi, facendosi notare per i 27 punti segnati contro i Milwaukee Bucks, che non sono bastati a evitare la netta sconfitta della sua squadra per 114-88.

#### Oklahoma City Thunder (2015-2017)
Il 20 febbraio 2015 viene ceduto nell'ambito di una trade a 3 squadre (che ha visto coinvolti i Detroit Pistons) agli Oklahoma City Thunder. A Oklahoma City Kanter si è trovato bene sin da subito e al debutto ha realizzato una doppia doppia da 10 punti e 13 rimbalzi in occasione della vittoria per 110-103 contro gli Charlotte Hornets.
A fine stagione Kanter rimane svincolato: lui è restricted free agent e i Portland Trail Blazers hanno tentato di prenderlo con un'offerta da 70 milioni in 4 anni, ma che tuttavia è stata pareggiata dai Thunder il 13 luglio 2015.
L'anno successivo diventa riserva di Steven Adams (con cui legherà molto diventandone amico), ma questo gioverà molto alla squadra: le sue ottime prestazioni sono state molto utili alla squadra sia in stagione che nei playoffs, in cui ha avuto un ruolo importante nelle semifinali contro i San Antonio Spurs. Nelle finali di Conference invece ha avuto un alterco con Draymond Green. Viste le sue prestazioni viene inserito tra i 3 candidati per il titolo di sesto uomo dell'anno, giungendo secondo dietro a Jamal Crawford.
L'anno successivo non ripete quanto mostrato nei playoffs precedenti in quanto durante la post-season i Thunder (privi di Kevin Durant che in estate ha firmato per i Golden State Warriors) incontrano gli Houston Rockets ed escono a gara-5; nel corso della serie Kanter ha giocato pochi minuti perché è stato puntato in difesa da James Harden, venendo schierato quando Harden usciva per poi venire rimesso in panchina ogni qualvolta Harden rientrava in campo in quanto la stella di Houston sfruttava i limiti difensivi del turco.

#### New York Knicks (2017-2019)
Il 26 settembre 2017 è stato ceduto ai New York Knicks nell'ambito dello scambio che ha portato Carmelo Anthony a OKC. A New York è il centro titolare della squadra. Il 25 dicembre 2017 entra nel ristretto club dei giocatori che hanno messo a referto almeno 30 punti e 20 rimbalzi il giorno di Natale (cosa che prima era riuscita solo a Wilt Chamberlain, Bill Russell e Bob Lanier), segnando 31 punti e raccogliendo 22 rimbalzi nella sconfitta per 105-98 contro i Philadelphia 76ers. Nonostante una stagione in doppia doppia di media con 14,1 punti e 11 rimbalzi, i Knicks terminano la stagione come 11esimi a est.
Nella sua seconda stagione nella Grande mela iniziarono a uscire voci sulla sua cessione, con lui che si era dichiarato favorevole a lasciare la squadra, per via dei rapporti non più idilliaci con David Fizdale, che dopo che in novembre si era espresso su di lui dicendo che avrebbe dovuto vincere il titolo di 6º uomo dell'anno, lo ha messo fuori dalle rotazioni poco tempo dopo. Il 9 febbraio 2019, dopo non essere stato ceduto durante la dead-line, è stato tagliato dalla squadra tramite buyout. Successivamente ha ringraziato i Knicks per averlo tagliato, oltre ad avere rivelato che non lo facevano giocare in quanto lo ritenevano "troppo vecchio".

#### Portland Trail Blazers (2019)
Il 14 febbraio 2019, dopo essere stato in trattativa con i Los Angeles Lakers, firma con i Portland Trail Blazers fino alla fine della stagione. A Portland mantiene il suo ruolo da 6º uomo, tenendo di media 13,1 punti e 8,6 rimbalzi, diventando però titolare dopo l'infortunio accorso a Jusuf Nurkić a fine marzo. Nei playoffs (oltre ad avere ricevuto la solidarietà di tutta la lega in quanto è stato insultato da un tifoso dei Denver Nuggets reo di avergli detto "Fai schifo, tornatene a casa. Aspetta, non puoi...") è quindi titolare della squadra sin dal primo turno contro gli Oklahoma City Thunder, sua ex squadra; in gara-1 si è reso subito protagonista con una doppia da 20 punti e 18 rimbalzi. Nella serie si rivela importante riuscendo a colmare l'assenza di Nurkić aiutando così a fare accedere la squadra alle semifinali di conference dopo gara-5. In semifinale i Trail Blazers incontrano i Denver Nuggets, e in gara-3 (vinta 140-137 da Portland) ha giocato 4 overtime nonostante avesse problemi alla spalla (56 i minuti complessivi trascorsi in campo da Kanter, che realizza così il suo record personale). Portland ha eliminato Denver a gara-7, per poi uscire in 4 gare contro i Golden State Warriors in finale di Conference.

#### Boston Celtics (2019-2020)
Il 1º luglio 2019 si accorda per firmare un biennale con i Boston Celtics; il contratto viene firmato il 17 dello stesso mese.

#### Ritorno a Portland (2020-2021)
Il 20 novembre 2020 fa ritorno ai Portland Trail Blazers. L'11 aprile 2021, in occasione del successo per 118-103 contro i Detroit Pistons, realizza una doppia doppia con 24 punti e 30 rimbalzi; con questo diventa il giocatore dei Blazers ad avere raccolto più rimbalzi in una singola partita, battendo il precedente record di Sidney Wicks (27 rimbalzi) risalente al 1975.

#### Ritorno a Boston (2021-2022)
Il 13 agosto 2021 fa ritorno ai Boston Celtics.

## Statistiche

### NBA

#### Massimi in carriera
Statistiche aggiornate al 26 maggio 2021
- Massimo di punti: 33 vs Portland Trail Blazers (6 aprile 2016)
- Massimo di rimbalzi: 30 vs Detroit Pistons (11 aprile 2021)
- Massimo di assist: 7 vs Chicago Bulls (5 novembre 2018)
- Massimo di palle rubate: 4 vs Brooklyn Nets (27 novembre 2019)
- Massimo di stoppate: 6 vs Charlotte Hornets (31 dicembre 2019)
- Massimo di minuti giocati: 56 vs Denver Nuggets (3 maggio 2019)

#### Regular season
| Anno      | Squadra             | PG  | PT  | MP   | TC%  | 3P%  | TL%  | RP   | AP  | PRP | SP  | PP   |
| --------- | ------------------- | --- | --- | ---- | ---- | ---- | ---- | ---- | --- | --- | --- | ---- |
| 2011-2012 | Utah Jazz           | 66  | 0   | 13,2 | 49,6 | 0,0  | 66,7 | 4,2  | 0,1 | 0,3 | 0,3 | 4,6  |
| 2012-2013 | Utah Jazz           | 70  | 2   | 15,4 | 54,4 | 100  | 79,5 | 4,3  | 0,4 | 0,4 | 0,5 | 7,2  |
| 2013-2014 | Utah Jazz           | 80  | 37  | 26,7 | 49,1 | 0,0  | 73,0 | 7,5  | 0,9 | 0,4 | 0,5 | 12,3 |
| 2014-2015 | Utah Jazz           | 49  | 48  | 27,1 | 49,1 | 31,7 | 78,8 | 7,8  | 0,5 | 0,5 | 0,3 | 13,8 |
| 2014-2015 | Oklahoma Thunder    | 26  | 26  | 31,1 | 56,6 | 75,0 | 77,6 | 11,0 | 1,1 | 0,5 | 0,5 | 18,7 |
| 2015-2016 | Oklahoma Thunder    | 82  | 1   | 21,0 | 57,6 | 47,6 | 79,7 | 8,1  | 0,4 | 0,3 | 0,4 | 12,7 |
| 2016-2017 | Oklahoma Thunder    | 72  | 0   | 21,3 | 54,5 | 13,2 | 78,6 | 6,7  | 0,9 | 0,4 | 0,5 | 14,3 |
| 2017-2018 | N.Y. Knicks         | 71  | 71  | 25,8 | 59,2 | 0,0  | 84,8 | 11,0 | 1,5 | 0,5 | 0,5 | 14,1 |
| 2018-2019 | N.Y. Knicks         | 44  | 23  | 25,6 | 53,6 | 31,8 | 81,4 | 10,5 | 1,9 | 0,4 | 0,4 | 14,0 |
| 2018-2019 | Portland T. Blazers | 23  | 8   | 22,3 | 57,7 | 25,0 | 73,5 | 8,6  | 1,4 | 0,6 | 0,4 | 13,1 |
| 2019-2020 | Boston Celtics      | 58  | 7   | 16,9 | 57,2 | 14,3 | 70,7 | 7,4  | 1,0 | 0,4 | 0,7 | 8,1  |
| 2020-2021 | Portland T. Blazers | 72  | 35  | 24,4 | 60,4 | 25,0 | 77,4 | 11,0 | 1,2 | 0,5 | 0,7 | 11,2 |
| 2021-2022 | Boston Celtics      | 35  | 1   | 11,7 | 52,6 | 40,0 | 85,7 | 4,6  | 0,2 | 0,1 | 0,4 | 3,7  |
| Carriera  | Carriera            | 748 | 259 | 21,5 | 54,8 | 28,9 | 77,7 | 7,8  | 0,9 | 0,4 | 0,5 | 11,2 |

#### Play-off
| Anno     | Squadra             | PG | PT | MP   | TC%  | 3P%  | TL%  | RP  | AP  | PRP | SP  | PP   |
| -------- | ------------------- | -- | -- | ---- | ---- | ---- | ---- | --- | --- | --- | --- | ---- |
| 2012     | Utah Jazz           | 4  | 0  | 10,8 | 43,8 | 0,0  | 0,0  | 4,0 | 0,3 | 0,0 | 1,0 | 3,5  |
| 2016     | Oklahoma Thunder    | 18 | 0  | 18,0 | 55,1 | 14,3 | 84,4 | 6,2 | 0,3 | 0,3 | 0,6 | 9,4  |
| 2017     | Oklahoma Thunder    | 5  | 0  | 9,1  | 38,5 | 0,0  | 100  | 1,8 | 0,2 | 0,0 | 0,8 | 4,8  |
| 2019     | Portland T. Blazers | 16 | 14 | 28,8 | 51,4 | 25,0 | 75,6 | 9,7 | 1,2 | 0,7 | 0,6 | 11,4 |
| 2020     | Boston Celtics      | 11 | 0  | 9,3  | 52,4 | 100  | 50,0 | 3,9 | 0,6 | 0,0 | 0,0 | 4,5  |
| 2021     | Portland T. Blazers | 5  | 0  | 11,2 | 50,0 | -    | 100  | 2,6 | 0,0 | 0,0 | 0,4 | 2,0  |
| Carriera | Carriera            | 59 | 14 | 17,5 | 51,4 | 21,1 | 77,7 | 5,9 | 0,6 | 0,3 | 0,5 | 7,6  |

## Palmarès

### Nazionale
- Bronzo FIBA EuroBasket Under-18

Francia 2009

### Individuale
- MVP FIBA EuroBasket Under-18

Francia 2009

### WWE
- WWE 24/7 Championship (1)